# Capo

En typisk amerikansk maffiafamiljs uppbyggnad.

Capo betyder "chef" eller "kapten" (egentligen "huvud") på italienska. Det är en maffiatitel för ledare som står under familjens "don" (maffiaboss), och är där en förkortning av "caporegime", vilket man kan översätta som "huvud (chef/kapten) över regemente" eller "gängledare". Vanliga synonymer är "capodecina" (decina = tiotal), "captain" (av utomstående ofta med förleden mob-) och "skipper".